# 西沙精神纪念墙

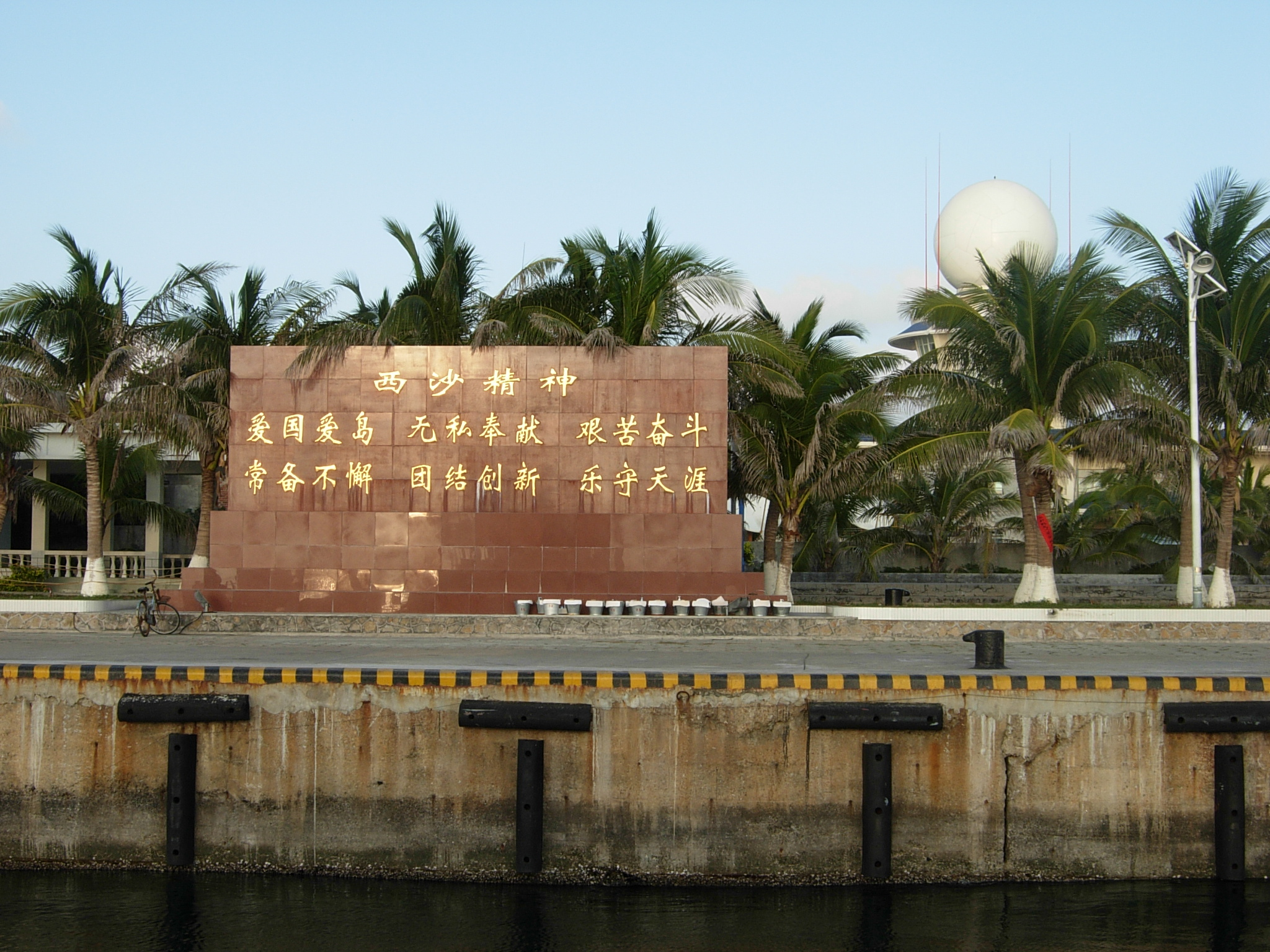

西沙精神纪念墙位于中華人民共和国海南省三沙市，成立于1999年，地处南中国海西沙群岛永兴岛。
在西沙永兴岛码头，矗立着一块西沙精神纪念墙，上面题字为：“爱国爱岛、无私奉献，艰苦奋斗、常备不懈，团结创新、乐守天涯”。尽管时光荏苒，一代又一代驻守海岛的官兵们面对恶劣的自然环境、艰苦的条件，他们以岛为家，用自己的青春和热血铸就了西沙精神。
永兴岛上有不少人文景观，如西沙军史馆、西沙海洋博物馆、国民政府立的海军收复西沙群岛纪念碑、中华人民共和国政府立的永兴岛主权碑、西沙精神纪念墙、西沙将军林，还有日本人留下的旧炮楼等。永兴岛象一艘不沉的航空母舰，大大增强了中国对南海地区实施管辖的力度。